# Touillon-et-Loutelet
Touillon-et-Loutelet és un municipi francès situat al departament del Doubs i a la regió de Borgonya - Franc Comtat. L'any 2007 tenia 211 habitants.

## Demografia

### Població
El 2007 la població de fet de Touillon-et-Loutelet era de 211 persones. Hi havia 78 famílies de les quals 16 eren unipersonals (4 homes vivint sols i 12 dones vivint soles), 25 parelles sense fills, 33 parelles amb fills i 4 famílies monoparentals amb fills.
La població ha evolucionat segons el següent gràfic:
Habitants censats

### Habitatges
El 2007 hi havia 102 habitatges, 81 eren l'habitatge principal de la família, 19 eren segones residències i 2 estaven desocupats. 71 eren cases i 30 eren apartaments. Dels 81 habitatges principals, 56 estaven ocupats pels seus propietaris, 22 estaven llogats i ocupats pels llogaters i 2 estaven cedits a títol gratuït; 3 tenien una cambra, 8 en tenien dues, 11 en tenien tres, 11 en tenien quatre i 47 en tenien cinc o més. 72 habitatges disposaven pel capbaix d'una plaça de pàrquing. A 30 habitatges hi havia un automòbil i a 49 n'hi havia dos o més.

### Piràmide de població
La piràmide de població per edats i sexe el 2009 era:
| Homes | Edats   | Dones |
| ----- | ------- | ----- |
| 0     | 95 o +  | 0     |
| 0     | 90 a 94 | 0     |
| 0     | 85 a 89 | 0     |
| 4     | 80 a 84 | 0     |
| 0     | 75 a 79 | 4     |
| 0     | 70 a 74 | 0     |
| 0     | 65 a 69 | 0     |
| 0     | 60 a 64 | 0     |
| 8     | 55 a 59 | 0     |
| 8     | 50 a 54 | 8     |
| 4     | 45 a 49 | 4     |
| 8     | 40 a 44 | 4     |
| 4     | 35 a 39 | 8     |
| 0     | 30 a 34 | 0     |
| 20    | 25 a 29 | 8     |
| 0     | 20 a 24 | 8     |
| 4     | 15 a 19 | 0     |
| 8     | 10 a 14 | 4     |
| 0     | 5 a 9   | 4     |
| 0     | 0 a 4   | 12    |

## Economia
El 2007 la població en edat de treballar era de 148 persones, 120 eren actives i 28 eren inactives. De les 120 persones actives 112 estaven ocupades (66 homes i 46 dones) i 7 estaven aturades (2 homes i 5 dones). De les 28 persones inactives 15 estaven jubilades, 4 estaven estudiant i 9 estaven classificades com a «altres inactius».

### Ingressos
El 2009 a Touillon-et-Loutelet hi havia 83 unitats fiscals que integraven 216 persones, la mediana anual d'ingressos fiscals per persona era de 25.191 €.

### Activitats econòmiques
Dels 6 establiments que hi havia el 2007, 1 era d'una empresa de fabricació d'altres productes industrials, 2 d'empreses de construcció, 1 d'una empresa de comerç i reparació d'automòbils, 1 d'una empresa d'hostatgeria i restauració i 1 d'una entitat de l'administració pública.
Dels 2 establiments de servei als particulars que hi havia el 2009, 1 era un guixaire pintor i 1 lampisteria.
L'any 2000 a Touillon-et-Loutelet hi havia 4 explotacions agrícoles que ocupaven un total de 248 hectàrees.

## Poblacions més properes
El següent diagrama mostra les poblacions més properes.